# Callabraxas
Callabraxas is een geslacht van vlinders van de familie spanners (Geometridae), uit de onderfamilie Larentiinae.

## Soorten
- C. amanda Butler, 1880
- C. maculata Swinhoe, 1894